# Abriès-Ristolas
Abriès-Ristolas község Franciaországban, Provence-Alpes-Côte d’Azur régió Hautes-Alpes megyéjében. Új községként 2019. január 1-jén Abriès és Ristolas egyesítésével jött létre. E két korábbi település delegált község státusszal az új község része lett. Lakosainak száma 379 fő (2022. január 1.).

## Népesség
| Lakosok száma | 385  | 384  | 383  | 383  | 382  | 379  |
|               | 2017 | 2018 | 2019 | 2020 | 2021 | 2022 |